# First Aid Kit (gruppo musicale)
Le First Aid Kit sono un duo musicale svedese composto dalle sorelle Johanna Söderberg (31 ottobre 1990) e Klara Söderberg (8 gennaio 1993).

## Storia del gruppo
Originarie di Enskede, sobborgo meridionale di Stoccolma, le due sorelle cominciarono a scrivere i loro primi brani nel 2007. Nel 2008 una loro versione di Tiger Mountain Peasant Song (brano dei Fleet Foxes), caricata su YouTube, diede loro una certa fama, tanto che vennero invitate dal gruppo statunitense ad aprire un loro concerto nei Paesi Bassi.
Hanno esordito nel 2008 con l'EP Drunken Trees, pubblicato per l'etichetta svedese Rabid Records, e successivamente ristampato dalla londinese Wichita Records con l'aggiunta della bonus track Tiger Mountain Peasant Song.
Nel 2010 hanno pubblicato il primo album, The Big Black & The Blue, a cui è seguito un tour mondiale con 100 date. Durante un concerto a Nashville furono avvicinate da Jack White, che propose loro di realizzare un singolo per la Third Man Records Series. Hanno accompagnato i Bright Eyes durante la performance del brano Lua.
Nel gennaio 2012 hanno pubblicato il secondo album, The Lion's Roar, prodotto da Mike Mogis, ed entrato in classifica in Svezia direttamente al primo posto. Nello stesso anno il duo si esibisce in importanti festival come Lollapalooza, Bestival e Austin City Limits Music Festival.
Nel giugno 2014 viene pubblicato il terzo album in studio Stay Gold (uscito negli Stati Uniti attraverso la Columbia Records), prodotto sempre da Mike Mogis.

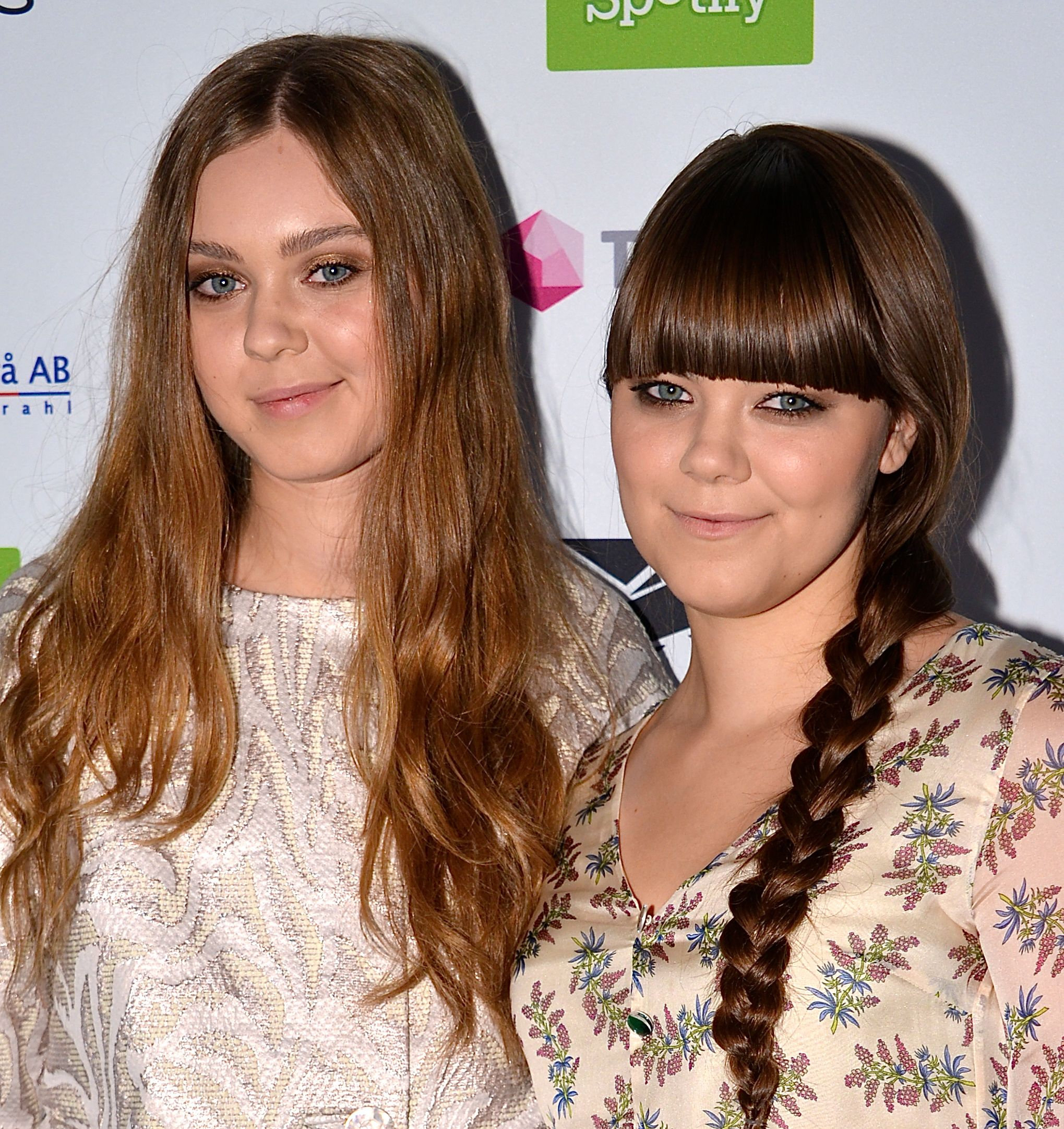
Johanna e Klara a Stoccolma per il Grammisgalan 2013.

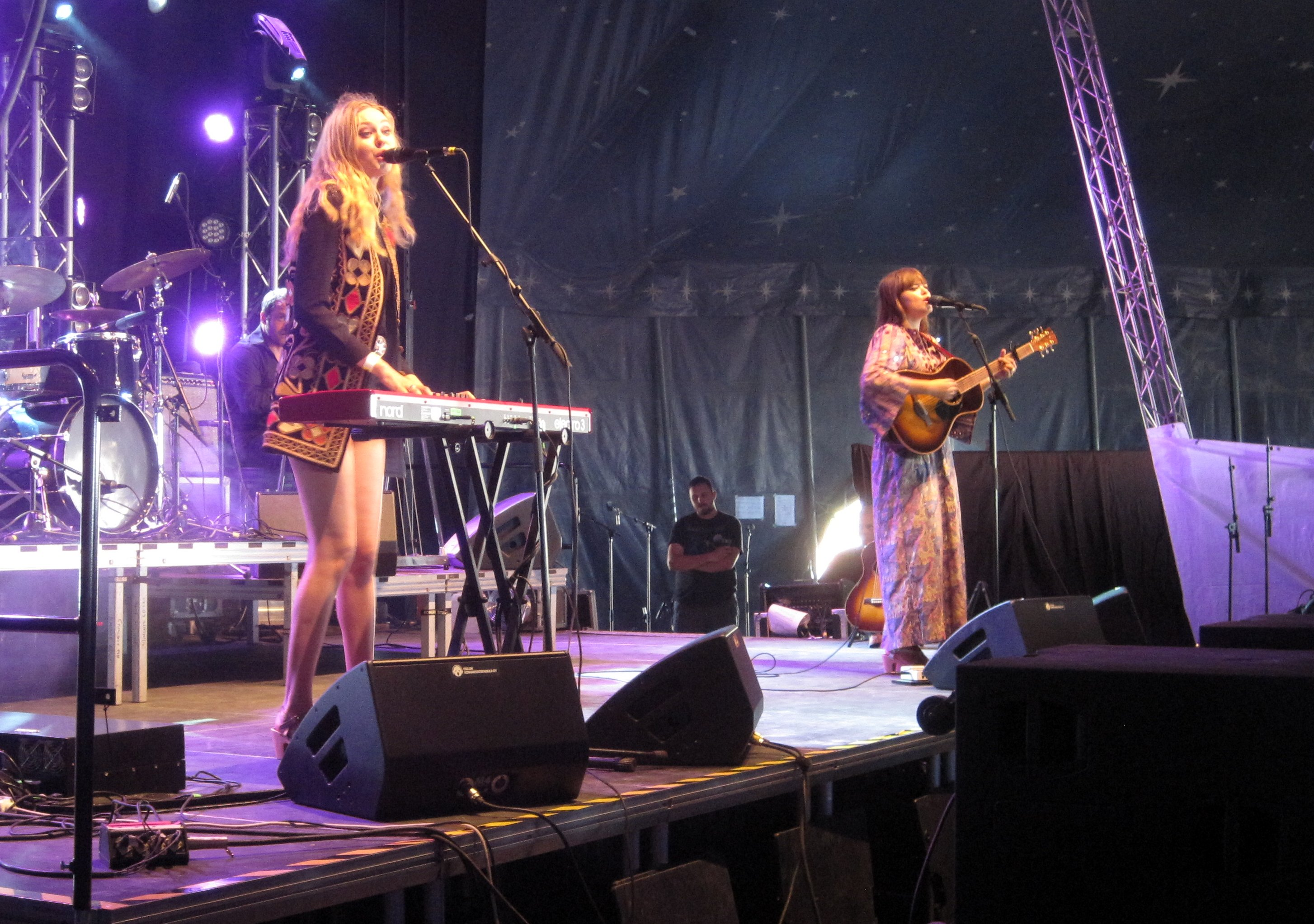
Il duo in concerto a Oulu per il Qstock Festival 2013.

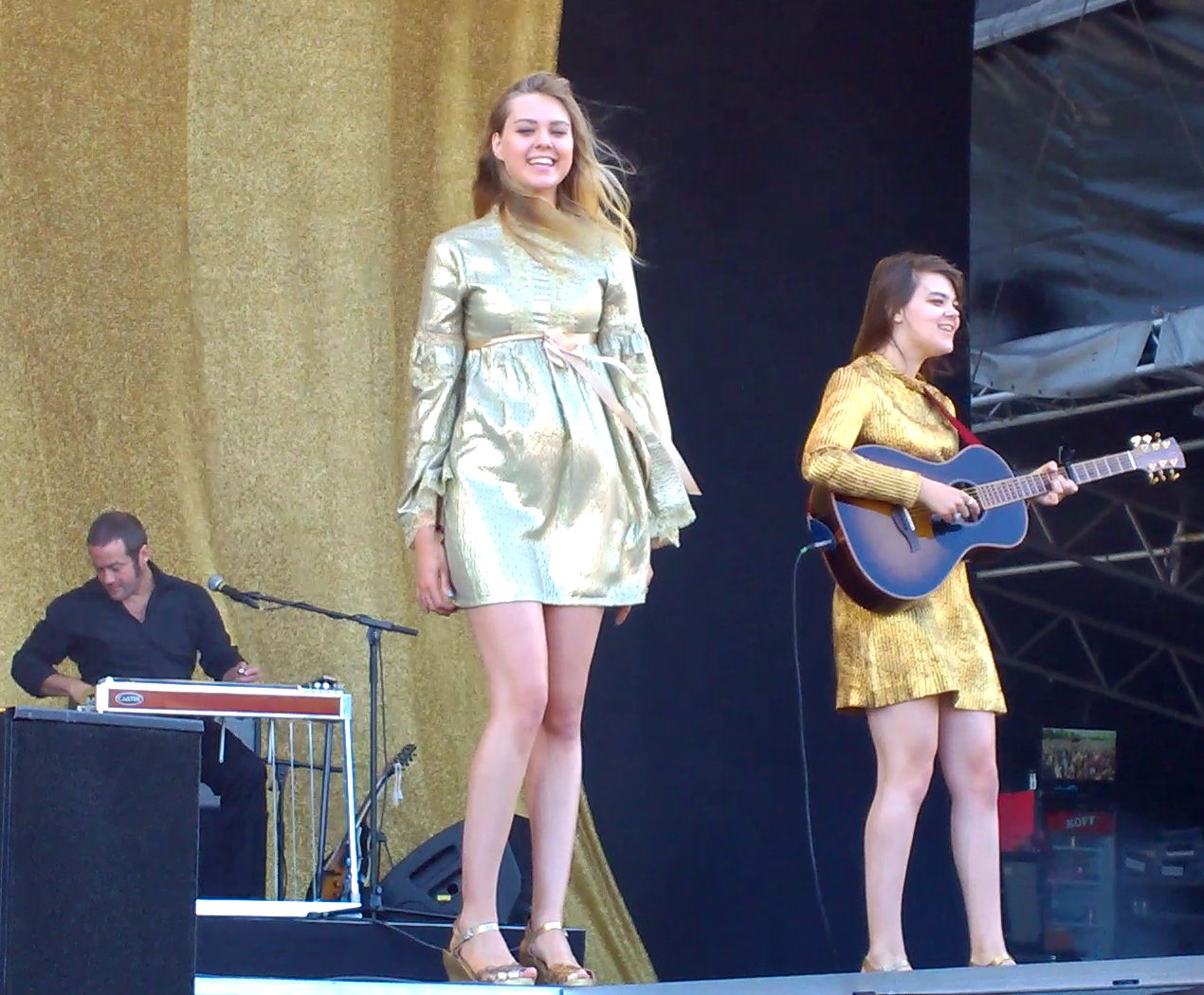
Il duo in concerto a Turku nel 2014.

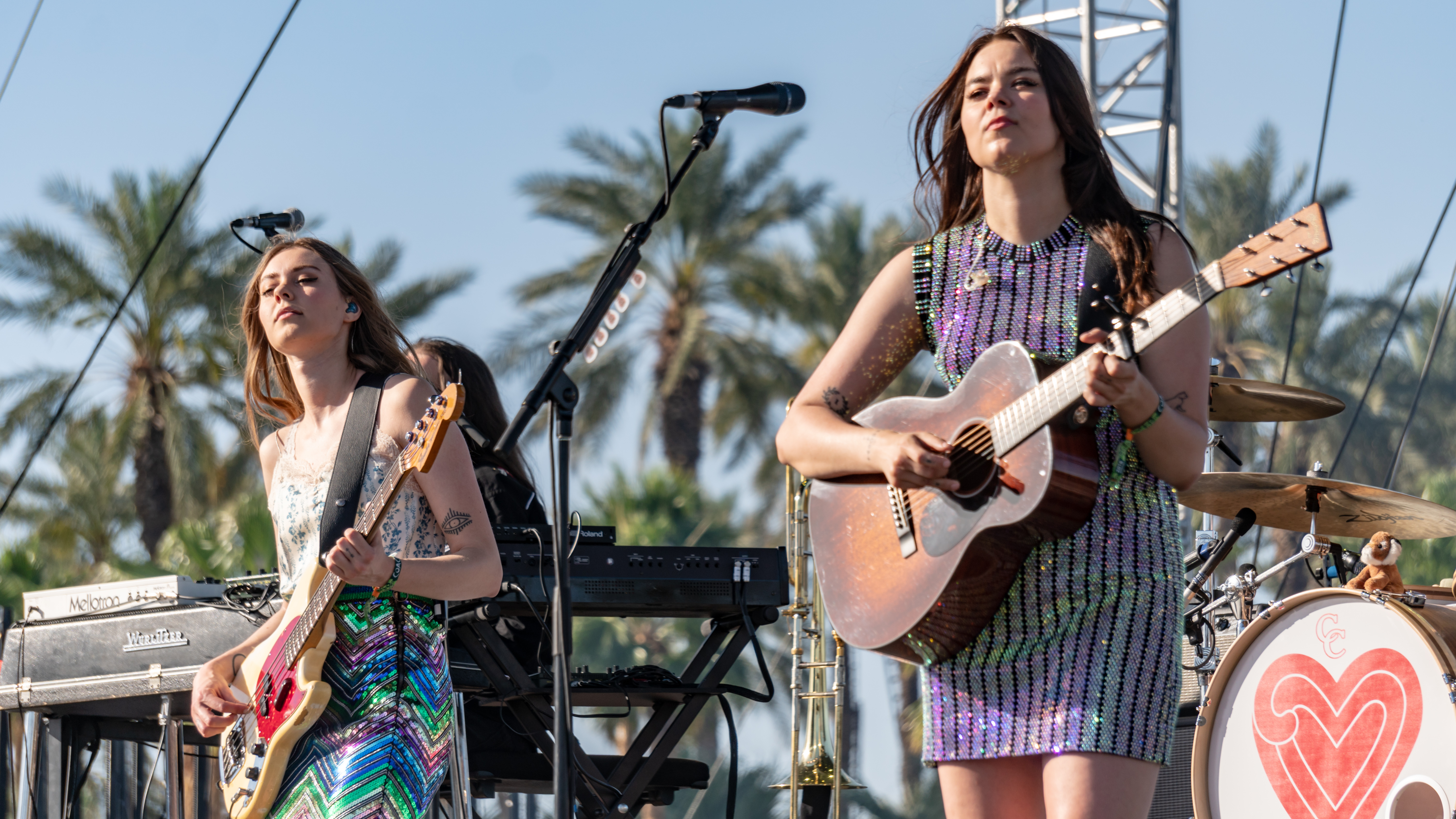
Il duo in concerto al Coachella 2018.

A gennaio 2018 pubblicano il loro quarto album, Ruins e nel 2022 il quinto, Palomino.

## Stile ed influenze
Lo stile musicale si ispira ad artisti folk contemporanei come Bright Eyes, Fleet Foxes, Okkervil River e Joanna Newsom.

## Discografia

### Album in studio
- 2010 – The Big Black & The Blue
- 2012 – The Lion's Roar
- 2014 – Stay Gold
- 2018 – Ruins
- 2022 - Palomino

### EP
- 2008 – Drunken Trees

### Singoli
- 2010 – Ghost Town
- 2011 – Universal Soldier
- 2012 – The Lion's Roar
- 2012 – Emmylou
- 2012 – Blue
- 2012 – Wolf
- 2014 – My Silver Lining